# Corpo de Proteção Russo
O Corpo de Proteção Russo (em alemão:  Russisches Schutzkorps, em russo:  Русский охранный корпус, em sérvio:  Руски заштитни корпус/Ruski zaštitni korpus) foi uma força armada composta por emigrantes russos brancos anticomunistas que foram criados no território da Sérvia ocupado pela Alemanha durante a Segunda Guerra Mundial. Comandado durante quase toda a sua existência pelo Tenente General Boris Shteifon, serviu principalmente como força de guarda para fábricas e minas entre o final de 1941 e o início de 1944, inicialmente como o "Corpo Russo Separado" e depois como Grupo de Proteção de Fábrica Russa. Foi incorporado à Wehrmacht em 1 de dezembro de 1942 e mais tarde entrou em confronto com os partisans iugoslavos liderados pelos comunistas e brevemente com os chetniks. No final de 1944, lutou contra o Exército Vermelho durante a Ofensiva de Belgrado, retirando-se posteriormente para a Bósnia e a Eslovênia enquanto as forças alemãs recuavam da Iugoslávia e da Grécia. Após a morte de Shteifon em Zagreb, o Estado Independente da Croácia, em 30 de abril de 1945, o coronel russo Anatoly Rogójin assumiu e liderou suas tropas mais ao norte para se renderem aos britânicos no sul da Áustria. Ao contrário da maioria das outras formações russas que lutaram pela Alemanha Nazista, Rogójin e os seus homens, que não eram formalmente tratados como cidadãos soviéticos, foram isentos do repatriamento forçado para a União Soviética e acabaram por ser libertados e autorizados a reinstalar-se no Ocidente.

## Antecedentes e formação
Antes da Segunda Guerra Mundial Nos Balcãs havia aproximadamente 15.000 emigrantes russos brancos nos Balcãs – as suas famílias tinham fugido para lá no rescaldo da Revolução Russa de 1917.  O general Pyotr Nikolayevich Wrangel transferiu 25.000 de seu Exército Branco do Sul para a Iugoslávia por meio de negociações com o governo iugoslavo em 1921. Em 6 de abril de 1941, as forças do Eixo invadiram o Reino da Iugoslávia. Mal equipado e mal treinado, o Exército Real Iugoslavo foi rapidamente derrotado.  As potências do Eixo desmembraram então a Iugoslávia, com a Sérvia sendo reduzida às suas fronteiras anteriores a 1912 e colocada sob ocupação militar alemã.  Os alemães selecionaram o general Milan Nedić, um político do pré-guerra que era conhecido por ter tendências pró-Eixo, para liderar o Governocolaboracionista de Salvação Nacional no território da Sérvia ocupado pelos alemães.  Ao longo da revolta na Sérvia no verão de 1941, os guerrilheiros liderados pelos comunistas mataram aproximadamente 300 emigrados russos e feriram muitos mais, por vezes em actos de vingança. Em resposta, os russos locais começaram a organizar-se em unidades de autodefesa.  Na altura, havia cerca de 10.000 homens russos dentro das antigas fronteiras da Jugoslávia, a maioria dos quais viviam na Sérvia ocupada. 

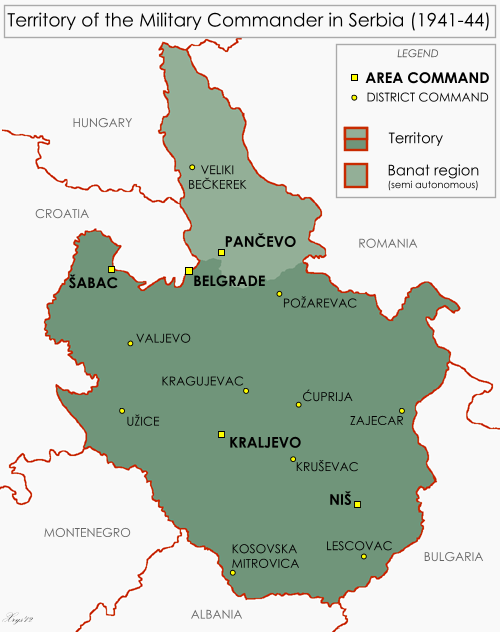
Um mapa mostrando o território ocupado pelos alemães na Sérvia de 1941 a 1944

O Corpo de Proteção Russo, fundado em Belgrado sob o comando do General Mikhail Skorodumov em 12 de setembro de 1941,  foi inicialmente conhecido como o "Corpo Russo Separado" (em alemão:  Das Abgesonderte Russische Korps; em russo:  Отдельный русский корпус). Foi estabelecido por ordem do Comandante Militar Alemão na Sérvia, General der Flieger Heinrich Danckelmann, com o acordo do regime de Nedić.  A principal personalidade alemã envolvida na organização do Corpo foi o chefe do Estado-Maior de Danckelmann, Oberst Erich Kewisch. O recrutamento e a triagem de voluntários foram realizados pelo major-general Vladimir Kreyter, um emigrado russo branco no serviço alemão que era chefe do Escritório de Inteligência Russo (em alemão:  Vertrauensstelle) na Sérvia.  O corpo obteve sua força de trabalho inicial de russos brancos emigrados e oficiais do Exército Imperial Russo, que havia sido derrotado pelo Exército Vermelho na Guerra Civil Russa vinte anos antes.  Os emigrados viviam na Sérvia ocupada e ficaram do lado dos alemães por causa de sua oposição ao comunismo,  e porque acreditavam que sua única esperança de uma Rússia não comunista residia na vitória alemã na Segunda Guerra Mundial. .  O conceito de Skorodumov sobre o Corpo era que, uma vez que o Corpo tivesse cumprido sua obrigação para com a Sérvia, a terra que acolheu seus membros, eles iriam para a Rússia para lutar.  A força foi renomeada como "Proteção da Fábrica Russa Branca" (em alemão:  Weissrussischer Werkschutz) em 2 de outubro.  
Skorodumov era idoso, doente e pouco conhecido pelas bases dos emigrados russos brancos. Dois dias após a formação do seu Corpo, a Gestapo prendeu-o, e o comando passou para o Tenente General Boris Shteifon,  que teria tido "relações calorosas e amigáveis com [Milan] Nedić".  Os alemães previram uma força de 3.000 homens e organizada em três regimentos, encarregados de proteger fábricas, outras empresas industriais e minas que produziam materiais para apoiar o esforço de guerra alemão.   O Corpo inicialmente consistia em um único regimento, organizado em quatro batalhões. O major-general Egorov comandou o 1º Batalhão, o coronel Shatilov o segundo, o coronel Endrzheevskiy o terceiro e o coronel Nestrenko o quarto. Um segundo regimento foi criado em 18 de outubro,  comandado pelo coronel Jukov.  No início, o grupo era uma força independente subordinada ao plenipotenciário geral alemão para assuntos económicos, NSFK - Obergruppenführer Franz Neuhausen. 

## Operações

### Visão geral
Embora o seu objectivo final fosse ajudar a derrotar as forças comunistas na União Soviética, o Corpo foi usado quase exclusivamente para combater os Partidários em áreas da Jugoslávia ocupada, inicialmente num papel defensivo. Na sua força máxima, era composto por um regimento de cavalaria e quatro regimentos de infantaria.  Entre o outono de 1941 e a primavera de 1944, o Corpo foi o principal responsável pela proteção de fábricas de armas, minas, estradas e ferrovias em toda a Sérvia ocupada, de acordo com as prioridades estabelecidas pelo Alto Comando Alemão.  O Corpo nunca operou como uma força unificada, sendo o regimento sua maior unidade operacional. Os regimentos foram posteriormente designados para atuar como auxiliares das forças de ocupação alemãs ou búlgaras.  Durante a sua existência, foi reforçado com emigrados mais jovens e ex-prisioneiros de guerra soviéticos (POW).  Emigrantes russos que viviam na Bulgária, o Estado Independente da Croácia (NDH) fantoche do Eixo e a Hungria também vieram a Belgrado para se juntarem à força.  Foi armado pelos alemães com armas capturadas do Exército Real Iugoslavo,  e sua língua de comando era o russo.  Ao longo da sua existência manteve boas relações com a administração Nedić. 
Enquanto guardavam as instalações, os membros do Corpo foram em grande parte designados para guarnecer bunkers de tijolos, proteger a ferrovia no vale do rio Ibar, as minas Bor, Trepča, Majdanpek e Krupanj, bem como as fronteiras do território ocupado ao longo do Danúbio e Drina. Foram frequentemente destacados ao lado de várias forças colaboracionistas sérvias, como a Guarda Estatal Sérvia (SDS) e o Corpo de Voluntários Sérvios (SDK),  com os quais eram aliados mais próximos. O Corpo também cooperou estreitamente com o fascista croata Ustaše quando operava no vizinho NDH.  Os membros do Corpo também saquearam os camponeses nas áreas em que operavam. 

### Ações iniciais
O Corpo foi inicialmente usado para proteger minas em Krupanj, no oeste do território, e mais tarde em Bor, no oeste, e Trepča, no sul.  O 1º Regimento foi inicialmente implantado em Loznica, Ljubovija e outras cidades ao longo do rio Drina, que formava a fronteira ocidental do território ocupado.  O 2º Regimento operou pela primeira vez em cidades como Negotin, Bor e Majdanpek, perto da fronteira oriental com a Romênia.  Na época, os dois regimentos estavam operacionalmente subordinados à 704ª Divisão de Infantaria alemã.  Em novembro de 1941, o Corpo começou a colaborar ativamente com os Chetniks de Draža Mihailović contra os Partidários.  Em 8 de dezembro de 1941, o Corpo defendeu a mina Stolice perto de Krupanj contra os guerrilheiros.  No final de 1941, tinha 1.500 membros. 
O 3º Regimento foi estabelecido em Banjica, perto de Belgrado, em 8 de janeiro de 1942, colocado sob o comando do Coronel Shapilov,  e implantado em Kosovska Mitrovica, perto das minas de Trepča, no sul,  onde foi operacionalmente subordinado ao 1º Regimento Búlgaro do Corpo de Ocupação.  O 4º Regimento foi estabelecido em 29 de abril com o General Cherepov como comandante  e foi implantado na região centro-oeste da área do território ocupado em torno de Kraljevo.  Em maio, o Corpo foi dividido em duas brigadas. A 1ª Brigada foi colocada sob o comando do Major General Dratsenko e o seu quartel-general foi estabelecido na cidade de Aranđelovac no dia 22 de maio.  Também em maio, Kewisch apresentou um relatório afirmando que se lhe fosse permitido recrutar em todas as áreas da Europa sob controle alemão, ele poderia reunir uma força de cerca de 25.000 homens. Ele também instou as autoridades superiores a reorganizar o Corpo e integrá-lo mais estreitamente à Wehrmacht. Após considerável discussão, em 29 de outubro, o Alto Comando Alemão ordenou uma reorganização, renomeando-o como "Corpo de Proteção Russo" e subordinando-o completamente ao Comandante Geral Alemão na Sérvia. 
No dia 30 de novembro, o 4º Regimento foi dissolvido, o seu 1º Batalhão foi atribuído ao 1º Regimento e o restante do seu efetivo foi atribuído ao 2º Regimento.  Em 1 de dezembro de 1942, o Corpo foi incorporado à Wehrmacht e todos os seus membros foram obrigados a prestar juramento ao líder alemão Adolf Hitler.  O Corpo cresceu em número ao longo de 1942, após um afluxo de voluntários da Bulgária, Croácia, Roménia e Grécia. No final de 1942, o Corpo totalizava cerca de 7.500 homens, todos russos.   Durante a reorganização, foi feita uma tentativa de expandir ainda mais o Corpo, recrutando prisioneiros de guerra soviéticos, mas a primeira experiência com 300 prisioneiros de guerra não teve sucesso e não foi repetida.  Em 9 de dezembro de 1942, o 1º Regimento começou a ser transformado com a chegada dos Cossacos de Cubã liderados pelo Major General Naumenko.  Em janeiro de 1943, consistia inteiramente de cossacos.  Em 17 de março de 1943, o major-general Gontarev substituiu Shapilov como comandante do 3º Regimento.  O 1º Regimento lutou em Loznica em abril e participou de uma grande operação em Zapolje, ao sul de Krupanj, na fronteira com o NDH, de 11 a 15 de maio, onde travou um combate pesado com as forças partidárias.  De 1 a 8 de julho, o regimento esteve novamente estacionado em Loznica e Ljubovija, participando na defesa da Ponte Drina em Zvornik contra os Partidários. Durante este tempo, o regimento permitiu a passagem de 379 soldados e civis croatas feridos, 1.000 soldados saudáveis e o mesmo número de refugiados, sofrendo baixas de dois mortos e dezessete feridos. Entrou em confronto com os guerrilheiros na aldeia de Nedelica em 19 de julho.  Enquanto isso, o 2º Regimento entrou em confronto com os guerrilheiros ao redor da cidade de Negotin.  O 4º Regimento foi restabelecido em 15 de dezembro e estava baseado em Jagodina, Paraćin e Ćuprija, no centro do território ocupado. 

### Retirada, rendição, dissolução
A partir da primavera de 1944, o Corpo se concentrou cada vez mais na luta contra os guerrilheiros que penetravam na Sérvia a partir da Bósnia e de Sandžak, e os primeiros confrontos com grupos Chetnik não ocorreram até 1944.  Em 5 de janeiro de 1944, resultou o combate com os guerrilheiros em Klenak. nas mortes de três cossacos do 1º Regimento.  Em 18 de janeiro, o 5º Regimento foi formado em Obrenovac.  O 3º Regimento derrotou uma força partidária de 2.400 homens que avançava em direção a Jošanička Banja em 31 de março.  Em 28 de abril, o 1º Regimento preparou defesas ao longo do Drina nas áreas de Zvornik, Bajina Bašta e Loznica, esperando que as 16ª e 17ª Divisões Partidárias tentassem uma travessia ali.  Em 30 de abril, a sede do 4º Regimento foi transferida para Aleksinac.  De 1 a 2 de maio, o 5º Regimento lutou contra os guerrilheiros na vila de Mravinci, sofrendo baixas de 11 mortos e 25 feridos.  Naquele verão, o Corpo mediou um acordo entre um grupo de chetniks e os alemães no qual as duas partes concordaram em lutar contra os guerrilheiros na Sérvia.  Em 18 de julho, o 5º Regimento lutou em Jošanička Banja e seu quartel-general do regimento foi transferido de Obrenovac para lá, com o quartel-general do batalhão sendo estabelecido em Zvečan, Jošanička Banja, Ušće e Vučitrn. Elementos do 3º e 5º Regimentos lutaram contra os Partidários de 4 a 5 de agosto, perto da vila de Rudnik. Os Partidários atacaram as posições do 5º Regimento em Leposavić em 24 de agosto. 
Em setembro, o Corpo atingiu o pico de 11.197 membros.  Várias escaramuças ocorreram entre o 1º Regimento e os Partidários nas áreas de Zvornik e Valjevo naquele mês.  Em 7/8 de setembro, o 2º Regimento lutou contra os guerrilheiros no rio Ibar, tentando negar-lhes a travessia.  Em 9 de setembro, elementos do 3º Regimento mudaram-se para Požega e em 11 de setembro para Čačak.  Em 20 de setembro, o 1º Regimento lutou contra um grupo de guerrilheiros ao sul de Loznica. Um grande combate entre o 1º Regimento e os Partidários eclodiu em Loznica em 23 de setembro, fazendo com que o regimento recuasse para Šabac com perdas de 7 mortos e 23 feridos. O combate continuou diariamente ao longo de setembro, com o 1º Regimento sofrendo até 53 baixas por dia.  Em 22 de setembro, as forças combinadas do Exército Vermelho Soviético e do Exército Popular Búlgaro começaram a entrar no território ocupado pelo leste e juntaram-se às forças partidárias como parte da Ofensiva de Belgrado, com o objetivo de capturar a capital sérvia.  Em 8 de outubro, o quartel-general do 2º Regimento em Požarevac foi evacuado quando os blindados soviéticos se aproximaram da cidade. À medida que partes do regimento se deslocavam em direção a Belgrado e Grocka, entraram em contato com tropas e blindados soviéticos na área de Ripanj, ao sul de Belgrado, sofrendo pesadas baixas.  Em 10 de outubro, o Corpo de Proteção Russo foi renomeado como "Corpo Russo na Sérvia".  Em 15 de outubro, a sede do 4º Regimento foi transferida para Čačak. 
Elementos do 2º Regimento chegaram a Šabac em 22 de outubro, depois mudaram-se para Hrvatska Mitrovica no NDH em 23 de outubro, Vukovar dois dias depois, Osijek em 26 de outubro e depois para Vinkovci e Stari Jankovci dois dias depois. Outras partes do regimento mudaram-se para Zemun em 13 de outubro, Ruma em 14 de outubro, Vinkovci em 16 de outubro e Stari Jankovci em 24 de outubro.  De 19 a 22 de outubro, o 4º Regimento lutou contra o avanço das tropas soviéticas e dos guerrilheiros e defendeu a estrada Čačak-Kraljevo.  Em 23 de outubro, o 1º Regimento abandonou Šabac e Klenak e mudou-se para Laćarak, e depois para Tovarnik em 24 de outubro, onde recebeu ordens de manter sua posição.  O 4º Regimento lutou na área de Čačak de 27 de outubro a 2 de novembro.  Enfrentou o Exército Vermelho e o 2º Corpo de exército Ravna Gora de Chetnik  antes de ser dominado e forçado a abandonar a cidade.  Os Chetniks capturaram 339 de seus soldados e os entregaram aos soviéticos.  Em 12 de novembro, o 1º Regimento moveu-se por ferrovia através de Vinkovci até Brčko, com elementos implantados ao norte através do Sava em Gunja. Em 8 de dezembro reagrupou-se ao norte de Sava e em 11-13 de dezembro lutou contra os guerrilheiros na aldeia de Vrbanja e perto dela, matando quarenta e três.  O 4º Regimento chegou a Sarajevo no NDH de 13 a 18 de dezembro. Posteriormente, os elementos mudaram-se para a vizinha Kiseljak em 18 de dezembro, lutando contra os guerrilheiros na área de Kiseljak-Busovača de 26 a 27 de dezembro.  Durante este tempo, o 1º Regimento e um batalhão do 2º Regimento guardaram uma cabeça de ponte ao norte de Brčko para permitir que as forças alemãs se retirassem através da cidade. 
Em janeiro de 1945, elementos do Corpo participaram da captura alemã de Travnik, parte da Operação Lawine.  Depois, retiraram-se para a Eslovénia.  Em 30 de abril, Shteifon morreu enquanto passava por Zagreb, no hotel Esplanade;  O coronel Anatoly Rogozhin assumiu como comandante.  Em 12 de maio, Rogójin rendeu-se aos britânicos perto de Klagenfurt.  No momento da rendição, o Corpo consistia em 4.500 homens, de acordo com Puškadija-Ribkin;  3.500 homens, de acordo com Granitov.  Membros do Corpo de Proteção Russo, juntamente com membros da Milícia Ustaše e do SDK, foram isentos da anistia concedida pelas novas autoridades comunistas em 3 de agosto, porque eram voluntários em uma unidade fascista.  Timofejev escreve que o Corpo consistia em 5.584 homens no final da guerra. Entre 1941 e 1945, 6.709 dos seus membros foram mortos, feridos ou desaparecidos.  No total, 17.090 homens serviram em suas fileiras durante a guerra.  De acordo com Rogójin, várias centenas de homens e suas famílias, que fugiram do campo de Lienz e foram sujeitos à repatriação forçada para a URSS, juntaram-se ao Corpo Russo a partir de meados de junho de 1945, a fim de evitar a deportação para a União Soviética.  Os homens de Rogójin foram poupados desse destino porque não eram considerados cidadãos soviéticos. 
Depois de examinar a história do Corpo, os britânicos decidiram desmobilizá-lo em outubro. Seus membros foram então enviados para o Campo Kellerberg, a noroeste de Villach, na Áustria; Rogójin, em 1º de novembro de 1945, emitiu uma ordem que notificava seus subordinados da desmobilização.  Posteriormente, os ex-membros do Corpo foram autorizados a se reassentar no Ocidente, principalmente nos Estados Unidos e na Argentina.  

## Ordem de batalha
Em sua força máxima, o Corpo Russo era composto por: 
- 1º Regimento Cossaco General Zborovski
- Regimentos de Infantaria II, III, IV, V

Em maio de 1942, o Corpo foi dividido em duas brigadas.  O 4º Regimento foi dissolvido em 30 de novembro de 1942,  e restabelecido em 15 de dezembro de 1943.  O 5º Regimento foi criado em 18 de janeiro de 1944. 

## Comandantes
O Corpo Russo teve três comandantes durante sua existência:   
| N° | Retrato | Nome                           | Graduação       | Mandato                | Mandato                | Tempo no Cargo   |
| N° | Retrato | Nome                           | Graduação       | Posse                  | Desapossamento         | Tempo no Cargo   |
| -- | ------- | ------------------------------ | --------------- | ---------------------- | ---------------------- | ---------------- |
| 1  |         | Mikhail Skorodumov (1892–1963) | General         | 12 de setembro de 1941 | 14 de setembro de 1941 | 2 dias           |
| 2  |         | Boris Shteifon (1881–1945)     | Tenente-general | 15 de setembro de 1941 | 30 de abril de 1945 †  | 3 anos, 227 dias |
| 3  |         | Anatoly Rogozhin (1893–1972)   | Coronel         | 30 de abril de 1945    | 12 de maio de 1945     | 12 dias          |

## Uniforme
Os membros do Corpo usaram o uniforme do Exército Imperial Russo de 12 de setembro de 1941 a 30 de novembro de 1942, bem como o capacete da Tchecoslováquia. O uniforme às vezes era usado com insígnias do Exército Real Iugoslavo, ao lado de insígnias especiais no colarinho. Os uniformes e insígnias da Wehrmacht foram adotados em 1º de dezembro de 1942,  mas os uniformes antigos continuaram a ser usados por algum tempo. 

### Insígnias
Os remendos no colarinho e nas mangas mostravam a posição real no Corpo, enquanto aqueles que ocupavam a posição czarista usavam insígnias na forma de alças tradicionais que denotavam sua posição anterior. Ambos os tipos de insígnias foram improvisados usando estrelas do Exército Real Iugoslavo. 
| Russo        | Alemão         | Insígnia |
| ------------ | -------------- | -------- |
| Generalmayor | Generalmajor   |          |
| Polkovnik    | Oberst         |          |
| Podpolkovnik | Oberstleutnant |          |
| Mayor        | Major          |          |
| Kapitan      | Hauptmann      |          |
| Poruchik     | Oberleutnant   |          |
| Podporuchik  | Leutnant       |          |
| Feldfebel    | Feldwebel      |          |
| Unterofitzer | Unteroffizier  |          |
| Yefreytor    | Gefreiter      |          |
| Fonte        | [ 55 ]         | [ 55 ]   |